# 三重県道560号鈴鹿公園長沢線
三重県道560号鈴鹿公園長沢線（みえけんどう560ごう すずかこうえんながさわせん）は、三重県鈴鹿市を通る一般県道である。

## 概要
鈴鹿市山本町から鈴鹿市長澤町に至る。

### 路線データ
- 起点：鈴鹿市山本町（伊勢一宮猿田彦大本宮椿大神社）
- 終点：鈴鹿市長澤町（鈴峰中学校西方交差点、三重県道27号神戸長沢線終点、三重県道407号三畑四日市線交点）
- 総延長：3,928 m

## 路線状況
鈴鹿市の山間部を通る一般県道。長澤町から小岐須町の間は片側1車線の道路。その他の区間は対面通行になっている。

### 重複区間
- 三重県道11号四日市関線（鈴鹿市小岐須町）

## 地理

### 通過する自治体
- 鈴鹿市

### 交差する道路
| 交差する道路                                     | 交差する場所 | 交差する場所                |
| ------------------------------------------------ | ------------ | --------------------------- |
| 三重県道11号四日市関線 重複区間起点              | 小岐須町     |                             |
| 三重県道11号四日市関線 重複区間終点              | 小岐須町     |                             |
| 三重県道27号神戸長沢線 三重県道407号三畑四日市線 | 長澤町       | 鈴峰中学校西方交差点 / 終点 |

### 沿線
- 伊勢一宮猿田彦大本宮椿大神社
- 御幣川
- 三鈴カントリー倶楽部
- 鈴鹿市中央消防署 鈴峰分署